# Dom Bādām
Dom Bādām (persiska: دم بادام, Dombādām) är en ort i Iran.   Den ligger i provinsen Kermanshah, i den nordvästra delen av landet, 300 km väster om huvudstaden Teheran. Dom Bādām ligger 1 534 meter över havet och antalet invånare är 201.
Terrängen runt Dom Bādām är kuperad åt nordväst, men åt sydost är den platt. Runt Dom Bādām är det ganska tätbefolkat, med 124 invånare per kvadratkilometer. Närmaste större samhälle är Kangāvar, 4,2 km sydost om Dom Bādām. Trakten runt Dom Bādām består till största delen av jordbruksmark.